# Laserbehandlung
Laserbehandlung (Lasertherapie) bezeichnet die Anwendung eines Lasers vor allem in der Medizin (Humanmedizin, Zahnmedizin und Veterinärmedizin, dort jeweils als Medizinische Lasertherapie, abgekürzt MLT bezeichnet), aber auch in paramedizinischen Bereichen z. B. in der Kosmetik oder durch Heilpraktiker. Das Ziel ist die Behandlung (Heilung oder Linderung) von Krankheiten oder unerwünschten Zuständen.
Es gibt eine Vielzahl von Anwendungsmöglichkeiten in fast allen Gebieten der Medizin. Je nach Behandlungsziel werden dabei die physikalischen Eigenschaften des Lasers so gewählt, dass die gewünschte biologische Wirkung auf das Gewebe erreicht wird. Insbesondere die Wellenlänge, die Intensität, die Pulsdauer und Pulsfrequenz beeinflussen die Interaktion mit dem Gewebe. Andere typische physikalische Eigenschaften des Lasers wie z. B. Kohärenz und Polarisation spielen für die Laserbehandlung hingegen meist keine oder eine sehr untergeordnete Rolle.
Die Wechselwirkung mit dem Gewebe besteht häufig in thermischen Effekten (einfache Erhitzung), aber auch in Ablation (Verdampfung oder Verpuffung von Gewebe) oder in chemischer Veränderung (vor allem bei der photodynamischen Therapie).

## Anwendungsgebiete
Anwendungsgebiete sind unter anderen Laserskalpell, Lithotripsie in verschiedenen medizinischen Fachgebieten.
Spezielle Indikationen für den Einsatz von Laser gibt es zum Beispiel in folgenden Fachgebieten:
- Augenheilkunde: Refraktive Chirurgie (Behandlung der Fehlsichtigkeit), Entfernung des Nachstars, photodynamische Therapie, Trepanation der Hornhaut für die Keratoplastik[3][4]
- Chirurgie: Laserchirurgie
- Dermatologie: Entfernung von auffälligen Hautveränderungen wie Pigmentflecken, sichtbaren Blutgefäßen, Tätowierungen, Haaren, Narben, Tumoren (z. B. Warzen)[5][6]
- Gastroenterologie: Steinzertrümmerung, Tumortherapie[7][8]
- Gefäßchirurgie: Venenerkrankungen[9]
- Gynäkologie[10]
- Urologie: Photo-Koagulation, -Ablation, Diskruption; Lithotripsie[11]
- Zahnmedizin / Oralchirurgie[12]

## Offene Fragen
Lasertherapie wird oft als vorteilhafte Alternative zu traditionellen Behandlungsformen beschrieben, zum Beispiel zur Behandlung von Venenerkrankungen in der Gefäßchirurgie. Allerdings fehlen häufig wissenschaftliche Untersuchungen zur Beantwortung der Frage, ob Laserbehandlung erfolgreicher und weniger belastend ist als traditionelle Maßnahmen.
Außerdem wird Lasertherapie ohne ausreichende wissenschaftliche Wirksamkeitsbelege eingesetzt, zum Beispiel als Low-Level-Lasertherapie in der Alternativmedizin. 